# Forcipomyia montana
Forcipomyia montana är en tvåvingeart som beskrevs av Meillon och Downes 1986. Forcipomyia montana ingår i släktet Forcipomyia och familjen svidknott. Inga underarter finns listade i Catalogue of Life.